# Hackvads landskommun
Hackvads landskommun var en tidigare  kommun i Örebro län.

## Administrativ historik
Landskommunen inrättades i Hackvads socken i Grimstens härad i Närke när 1862 års kommunalförordningar trädde i kraft 1863.
Den upphörde vid kommunreformen 1952, då den gick upp i Lekebergs landskommun. Sedan 1995 tillhör området Lekebergs kommun.